# Giorgio Ascarelli Stadion
Stadio Giorgio Ascarelli, vagy más néven Stadio Partenopeo Olaszországban, Nápolyban található ez a többrendeltetésű létesítmény. A legtöbb sporteseményként labdarúgó mérkőzések kerülnek megrendezésre. A stadion befogadó képessége 40 000 fő. A stadiont a második világháborúban lebombázták, újjáépítésével adtak lehetőséget nagyszabású sport- és kulturális rendezvények bonyolítására.